# 니테로이 현대미술관
니테로이 현대미술관(포르투갈어: Museu de Arte Contemporânea de Niterói, MAC)은 브라질 리우데자네이루주 니테로이에 위치한 미술관이다. 건축가 오스카르 니에메예르와 구조공학자 브루노 콘타리니에 의해 설계된 현대적인 미술관 건물로 잘 알려져 있다.